# Carlos Heriberto Astudillo
 Carlos Heriberto Astudillo fue un guerrillero que nació en Santiago del Estero, Argentina, el 17 de agosto de 1944 y murió el 22 de agosto de 1972, en la Base Aeronaval Almirante Zar, una dependencia de la Armada Argentina próxima a la ciudad de Trelew, provincia del Chubut en la llamada Masacre de Trelew.

## Actividad en la guerrilla
Comenzó la carrera de Medicina en la Universidad Nacional de Córdoba donde comenzó a militar en las Fuerzas Armadas Revolucionarias. El 29 de diciembre de 1970 participó en el grupo de la organización que asaltó la sucursal Fuerza Aérea del Banco de Córdoba y en la huida fueron interceptados por la policía provincial, generándose un laro e intenso tiroteo hasta que, agotadas las municiones, los guerrilleros se entregaron. Allí fue detenido Astudillo junto con Alfredo Elías Kohan, Alberto Miguel Camps y Marcos Osatinsky, en tanto Raquel Liliana Gelín que había sido alcanzada por una bala se convirtió en la primera mujer que murió combatiendo en la guerrilla en Argentina.

## Fuga y masacre en Trelew
Astudillo fue trasladado al penal de máxima seguridad de Rawson y el 15 de agosto de 1972, se fuga del mismo junto a otros integrantes de las FAR y Montoneros, en un resonante operativo durante el cual asesinaron al guardiacárcel Juan Gregorio Valenzuela. Por fallas en el operativo sólo un puñado de dirigentes guerrilleros llegó a tiempo al aeropuerto y Astudillo integraba un segundo grupo de 19 evadidos logró arribar por sus propios medios en tres taxis al aeropuerto, pero llegaron tarde, justo en el momento en que la aeronave despegaba rumbo al vecino país de Chile, gobernado entonces por el socialista Salvador Allende.
Al ver frustradas sus posibilidades, luego de ofrecer una conferencia de prensa este contingente depuso sus armas sin oponer resistencia ante los efectivos militares de la Armada que mantenían rodeada la zona, solicitando y recibiendo públicas garantías para sus vidas en presencia de periodistas y autoridades judiciales.
Una patrulla militar bajo las órdenes del capitán de corbeta Luis Emilio Sosa, segundo jefe de la Base Aeronaval Almirante Zar, condujo a los prisioneros recapturados dentro de una unidad de transporte colectivo hacia dicha dependencia militar. Ante la oposición de éstos y el pedido de ser trasladados de regreso nuevamente a la cárcel de Rawson, el capitán Sosa adujo que el nuevo sitio de reclusión era transitorio, pues dentro del penal continuaba el motín y no estaban dadas las condiciones de seguridad.
Al arribar el contingente al nuevo destino de detención, el juez Alejandro Godoy, el director del diario Jornada, el subdirector del diario El Chubut, el director de LU17 Héctor "Pepe" Castro y el abogado Mario Abel Amaya, quienes acompañaban como garantes a los detenidos, no pudieron ingresar con ellos y fueron obligados a retirarse.
A las 03:30 horas del 22 de agosto, en la Base Naval Almirante Zar, los 19 detenidos fueron despertados y sacados de sus celdas. Según testimonios de los tres únicos reclusos sobrevivientes, mientras estaban formados y obligados a mirar hacia el piso fueron ametrallados por una patrulla a cargo del capitán de corbeta Luis Emilio Sosa y del teniente Roberto Guillermo Bravo, falleciendo en el acto o rematados después con armas cortas la mayoría de ellos, incluido Astudillo.